# Adamussium colbecki
Adamussium colbecki is een tweekleppigensoort uit de familie van de Pectinidae. De wetenschappelijke naam van de soort is voor het eerst geldig gepubliceerd in 1902 door E. A. Smith. Het is de enige soort van het geslacht Adamussium. 